# Futbol a Colòmbia

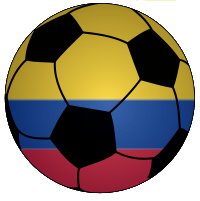

El futbol és l'esport més popular a Colòmbia, amb 291.229 jugadors federats i 2.773 clubs. La seva lliga és considerada una de les més fortes d'Amèrica.

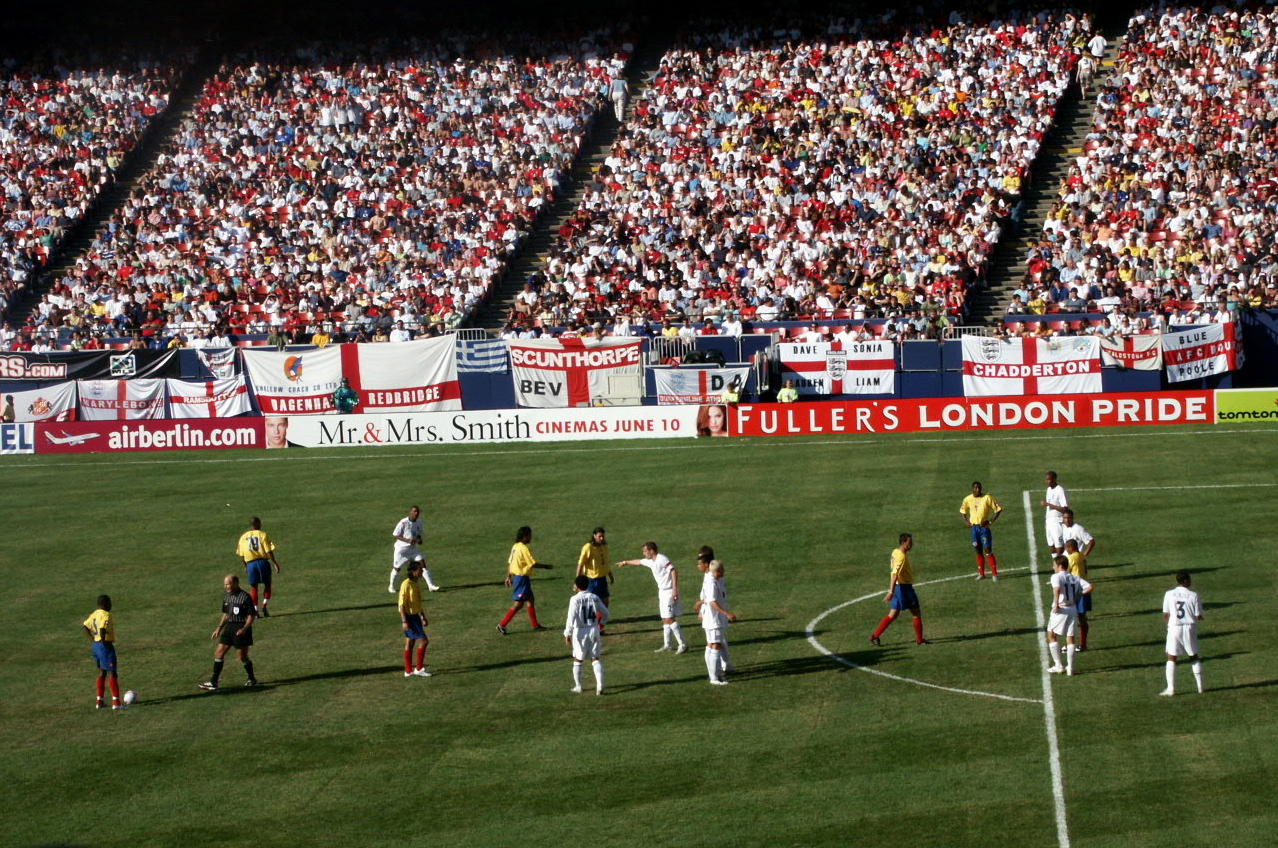
Partit entre Colòmbia i Anglaterra el 2005.

## Història

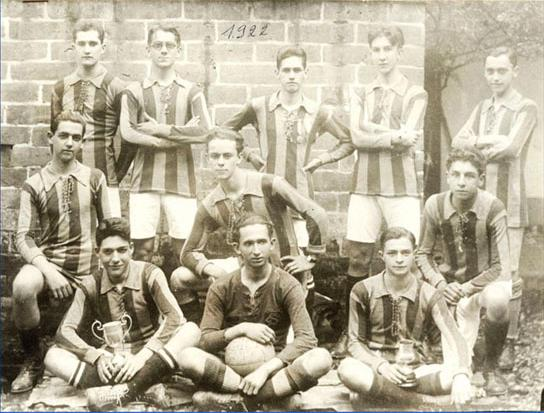
Independiente Medellin el 1922.

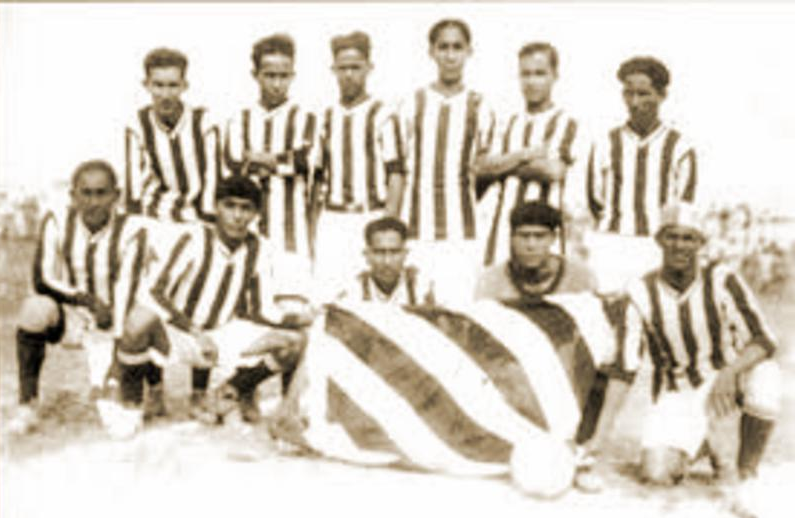
Atlético Junior el 1929.

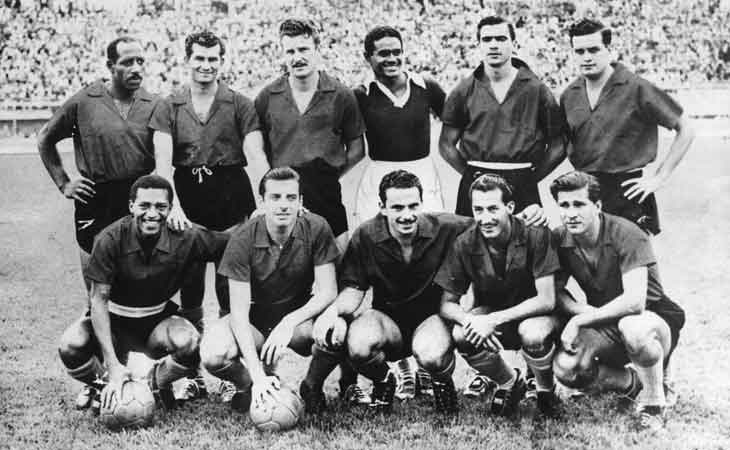
Atletico Nacional el 1954.

Les arrels del futbol a Colòmbia cal cercar-les cap el 1900, introduït per enginyers anglesos de la Colombia Railways Company. Els primers clubs fundats foren el Barranquilla FC (1909), Polo Club Bogotá (1910), Escuela Militar Bogotá (1910), Bartolinos Bogotá (1910), Colegio Claveriano FC Bucaramanga (1911), Cali FC (1912), Independiente Medellín (1913) i Sporting FC Medellín (1913). El 1918 es disputà el primer Campionat Nacional guanyat per Bartolinos, i el 1919 es disputà la Copa Centenario Batalla de Boyacá, guanyada pel Valle FC. Aquests campionats no van tenir continuaitat. La Federació Colombiana de Futbol no fou fundada fins al 1924, amb el nom Liga de Fútbol, però no s'afilià a la FIFA i CONMEBOL fins al 1936.
L'any 1948 es creà la División Mayor del Fútbol Colombiano. La lliga començà a contractar grans estrelles del futbol mundial del moment, com Alfredo Di Stéfano, Adolfo Pedernera, Neil Franklin, Charlie Mitten, Tim, Heleno de Freitas, Atilio López, Héctor Rial, René Pontoni, Julio Cozzi i Néstor Rossi, rebent el nom de "El Dorado". Aquesta època finalitzà el 1954 després de l'anomenat "Pacto de Lima" amb la FIFA.
La selecció de Colòmbia visqué la seva millor etapa durant la dècada de 1990, en la qual participà en els Mundials de 1990, 1994 i 1998.

## Competicions
- Lliga colombiana de futbol
- Segona divisió de la lliga colombiana de futbol
- Copa Colòmbia
- Superlliga de Colòmbia

## Principals clubs
Clubs amb més participacions en el campionat colombià (1948-2018).
- Atlético Nacional
- Millonarios de Bogotà
- Independiente Santa Fe
- Deportivo Cali
- Independiente Medellín
- América de Cali
- Once Caldas
- Deportes Tolima
- Deportes Quindío
- Atlético Bucaramanga
- Atlético Junior
- Deportivo Pereira
- Cúcuta Deportivo
- Unión Magdalena
- Envigado FC
- Atlético Huila
- Deportivo Pasto
- Deportivo Tuluá
- Boyacá Chicó
- CD La Equidad
- Real Cartagena
- Boca Juniors de Cali

## Jugadors destacats
Fonts:
Des de 1950
- Humberto Álvarez
- Marcos Coll
- Efraín Sánchez
- Francisco Zuluaga

Des de 1960
- Delio Gamboa
- Marino Klinger
- Óscar López

Des de 1970
- Jairo Arboleda
- Alejandro Brand
- Alfonso Cañón
- José Ernesto Díaz
- Miguel Escobar
- Jaime Morón
- Willington José Ortiz
- Arturo Segovia
- Diego Edison Umaña
- Pedro Antonio Zape

Des de 1980
- Carlos Enrique Estrada
- José René Higuita
- Arnoldo Iguarán
- Bernardo Redín
- Carlos Valderrama

Des de 1990
- Leonel de Jesús Álvarez
- Faustino Asprilla
- Anthony de Ávila
- Jorge Bermúdez
- Óscar Córdoba
- Andrés Escobar
- Luis Fernando Herrera
- Diego León Osório
- Freddy Rincón
- Mauricio Serna
- Adolfo Valencia
- Iván René Valenciano

Des de 2000
- Juan Pablo Ángel
- Iván Córdoba
- Faryd Mondragón
- Mario Yepes

Des de 2010
- Juan Cuadrado
- Radamel Falcao
- James Rodríguez
- Juan Camilo Zúñiga

## Principals estadis

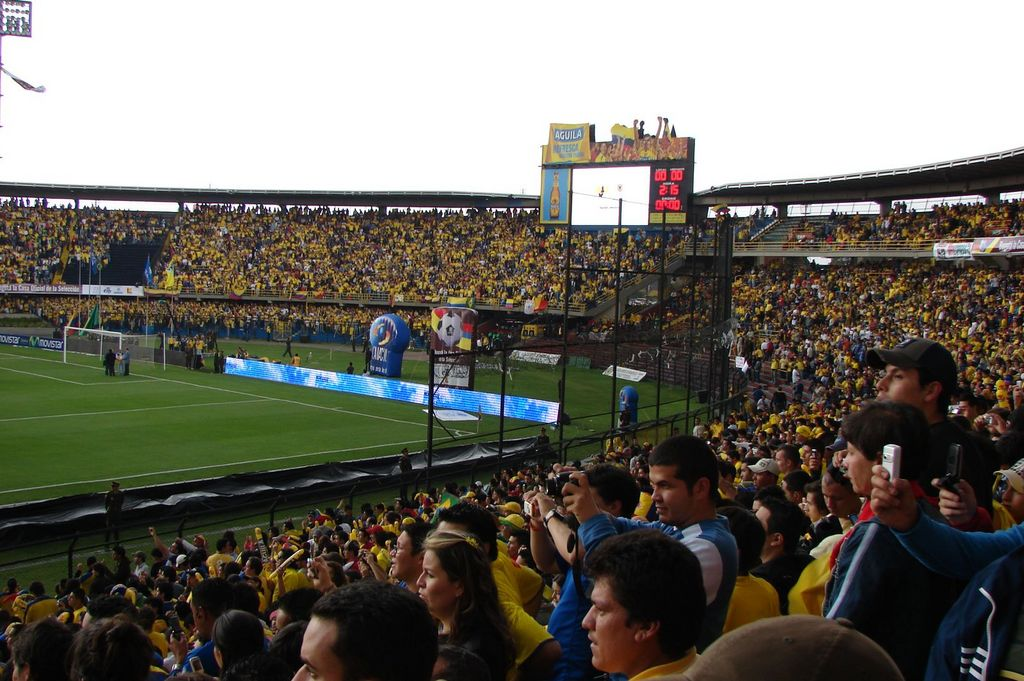
Estadi Nemesio Camacho El Campín de Bogotà.

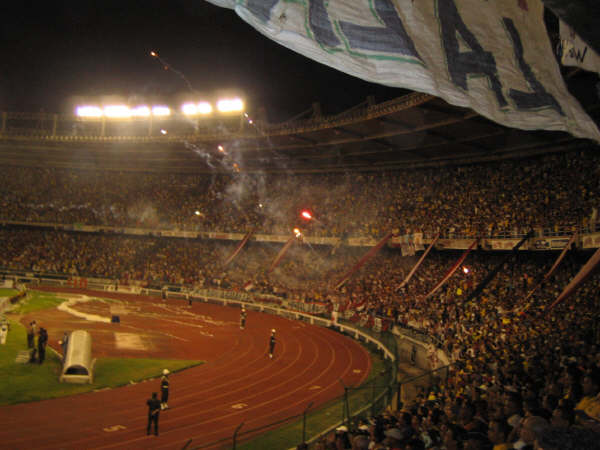
Estadi Metropolitano Roberto Meléndez de Barranquilla.

| Num. | Estadi                         | Ciutat       | Inauguració | Capacitat |
| ---- | ------------------------------ | ------------ | ----------- | --------- |
| 1    | Estadi Deportivo Cali          | Palmira      | 2008        | 52.000    |
| 2    | Metropolitano Roberto Meléndez | Barranquilla | 1986        | 48.000    |
| 3    | General Santander              | Cúcuta       | 1948        | 45.000    |
| 4    | Palogrande                     | Manizales    | 1994        | 42.678    |
| 5    | Atanasio Girardot              | Medellín     | 1953        | 40.943    |
| 6    | Nemesio Camacho El Campín      | Bogotà       | 1938        | 36.343    |
| 7    | Olímpico Pascual Guerrero      | Cali         | 1937        | 35.405    |
| 8    | Hernán Ramírez Villegas        | Pereira      | 1971        | 30.297    |
| 9    | Manuel Murillo Toro            | Ibagué       | 1955        | 28.179    |
| 10   | Alfonso López                  | Bucaramanga  | 1941        | 25.000    |